# Salisbury (Vermont)
Salisbury város az USA Vermont államában, Addison megyében. Lakosainak száma 1221 fő (2020. április 1.).

## Népesség
A település népességének változása:

| 2010 | 1 136 |
| 2020 | 1 221 |